# Felipe Gálvez Haberle
Felipe Gálvez Haberle (Santiago, 1983) és un director i muntatgista de cinema xilè.

## Biografia
Es va graduar en la Fundación Universidad del Cine a Buenos Aires (Argentina).
Ha dirigit curtmetratges, destacant Silencio en la sala, que va rebre al Buenos Aires Festival Internacional de Cinema Independent el premi al millor curtmetratge en 2009, Yo de aquí te estoy mirando, estrenat al Festival Internacional de Cinema de Rotterdam el 2011. El 2018 va estrenar el curtmetratge RAPAZ a La Semaine de la Critique del 71è Festival Internacional de Cinema de Canes. Ha treballat com muntatgista en nombrosos llargmetratges, entre ells Nunca vas a estar solo (2015) d'Álex Anwandter, Marilyn (2018) de Martín Rodríguez Redondo, ambdues estrenades a la secció Panorama de la Berlinale, i Princesita dirigida per Marialy Rivas, estrenada al TIFF 2017.
El seu primer llargmetratge, Los colonos, va ser seleccionat per a participar en la secció oficial en competència Un Certain Regard al 76è Festival Internacional de Cinema de Canes, on va guanyar el premi FIPRESCI a la millor pel·lícula de la secció.

## Filmografía
| Any  | Títol                           | Paper       |                         |
| ---- | ------------------------------- | ----------- | ----------------------- |
| 2009 | Silencio en la sala             | Director    | Curtmetratge ficció     |
| 2011 | Ortega                          | Muntatgista | Curtmetratge Documental |
| 2011 | Zoológico                       | Muntatgista | Llargmetratge ficció    |
| 2011 | Yo de aquí te estoy mirando     | Director    | Curtmetratge ficció     |
| 2012 | Partir to live                  | Muntatgista | Llargmetratge ficció    |
| 2014 | En la gama de los grises        | Muntatgista | Llargmetratge ficció    |
| 2015 | Marea de Tierra (Chile Factory) | Muntatgista | Curtmetratge ficció     |
| 2016 | Los Barcos                      | Muntatgista | Curtmetratge ficció     |
| 2016 | Nunca vas a estar solo          | Muntatgista | Llargmetratge ficció    |
| 2017 | Princesita                      | Muntatgista | Llargmetratge ficció    |
| 2018 | RAPAZ                           | Director    | Curtmetratge ficció     |
| 2018 | Marilyn                         | Muntatgista | Llargmetratge ficció    |
| 2023 | Los colonos                     | Director    | Llargmetratge ficció    |

## Premis
| Premi/Festival de Cinema | Data de l'esdeveniment                        | Categoria                            | Nominat     | Resultat  | Ref.  |
| ------------------------ | --------------------------------------------- | ------------------------------------ | ----------- | --------- | ----- |
| Festival de Canes        | 76è Festival Internacional de Cinema de Canes | Un Certain Regard: Millor pel·lícula | Los colonos | Guanyador | [ 5 ] |
| Festival de Canes        | 76è Festival Internacional de Cinema de Canes | Premi FIPRESCI                       | Los colonos | Guanyador | [ 5 ] |